# Rose Chelimová
Rose Chelimová, nepřechýleně Rose Chelimo (* 12. července 1989) je keňská atletka, reprezentující Bahrajn, která se věnuje maratonskému běhu, mistryně světa z roku 2017.

## Sportovní kariéra
Do srpna 2015 reprezentovala Keňu. Na olympiádě v Rio de Janeiro v roce 2016 doběhla v maratonu osmá. Jejím největším úspěchem se stal titul mistryně světa v maratonu, který vybojovala v srpnu 2017 v Londýně.